# برکای اوزجان
برکای اوزجان (انگلیسی: Berkay Özcan؛ زادهٔ ۱۵ فوریهٔ ۱۹۹۸) بازیکن فوتبال اهل ترکیه است که در پست هافبک بازی می‌کند.
از باشگاه‌هایی که در آن بازی کرده‌است می‌توان به باشگاه فوتبال کارلسروهه و باشگاه فوتبال اشتوتگارت اشاره کرد.
وی همچنین در تیم‌های ملی فوتبال جوانان آلمان، جوانان ترکیه، Turkey national under-17 football team، جوانان ترکیه، Turkey national under-19 football team، زیر ۲۱ سال ترکیه، و ترکیه بازی کرده‌است.